# مونشنبرغ
مونشنبرغ (بالألمانية: Müncheberg) هي مدينة وبلدة ألمانية تقع في ألمانيا في براندنبورغ. يقدر عدد سكانها بـ 7,471 نسمة .